# Bellevue (Luisiana)

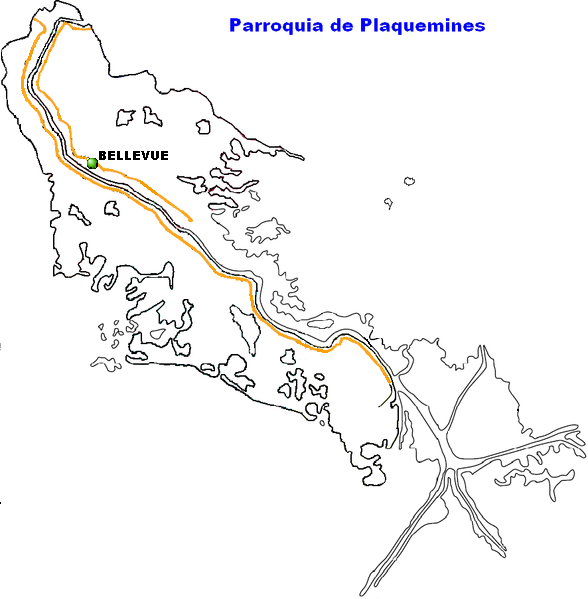
Localización de Bellevue en el mapa de la Parroquia de Plaquemines.

Bellevue es una pequeña comunidad ubicada sobre el delta del río Misisipi, dentro de la parroquia de Plaquemines, en el estado de Luisiana, Estados Unidos.

## Geografía
La localidad de Bellevue se localiza en 29°37′06″N 89°53′25″O / 29.61833, -89.89028. Esta comunidad posee solo 2 metros de elevación sobre el nivel del mar, convirtiéndola una zona proclive a las inundaciones. Su población se compone de menos de cien habitantes. Esta comunidad se localiza a cuarenta y tres kilómetros de Nueva Orleans la principal ciudad de todo el estado, y a 528 kilómetros del aeropuerto internacional más cercano, el (IAH) Houston George Bush Intercontinental Airport.